# Тубероза
Тубероза, або поліантес бульбоносний (Polianthes tuberosa) — багаторічна рослина роду поліантес (Polianthes) підродини агавові (Agavoideae) родини холодкові (Asparagaceae). Екстракти рослини використовуються в парфумерії.
Види, що тісно пов'язані з родиною манфреда, також часто називають «туберозою».

## Назва
Рослину було названо за типом кореневої системи (лат. tuberosa що є похідним від tuber — бульба).
Східно-індійська назва туберози «раткірані» перекладається як «королева ночі». На хінді вона називається «Rajnigandha» («Rajni» означає «цариця», «gandha» — «аромат»). У Бангладеш вона називається «Rojoni-Gondha», що означає «цариця ароматів». У Бангалорі та інших місцях південної Індії, тубероза відома як «Sugandaraja», що перекладається як «король ароматів» або «король запахів». Також тубероза традиційно використовується на Гаваях у весільних святкуваннях: гірляндами з тубероз прикрашають нареченого і наречену, в Індії — сарі нареченої. У Таїланді вона називається Son glin (ซ่อนกลิ่น), що перекладається як «берегиня запаху»

## Ботанічний опис

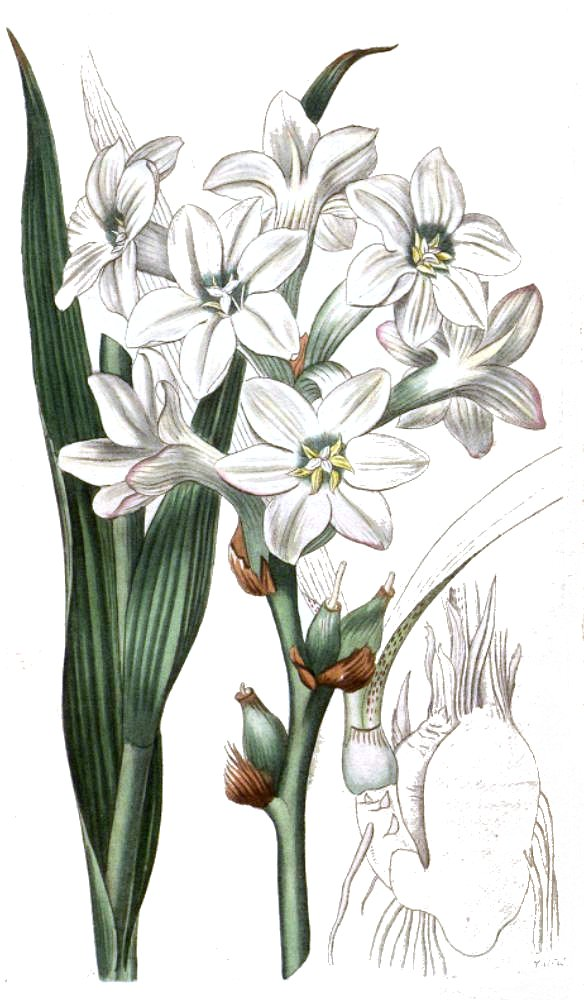
Тубероза. Ботанічна ілюстрація з журналу «Curtis's Botanical Magazine», vol. 43, 1817

Тубероза має витягнуте стебло довжиною до 45 сантиметрів, яке закінчується китицями ароматних білих квітів. Поруч із квітами росте довге яскраво-зелене листя. Крім того, стислі листя ростуть уздовж стебла.

## Розповсюдження
Батьківщиною туберози, як і інших рослин роду Поліантес, є Мексика. В Європу і Азію рослину завезли в XVI столітті. Колись тубероза росла у великій кількості у французькому Грасі, «столиці парфумів», але тепер її можна зустріти там тільки в садах. Тепер більшу частину туберози вирощують в Індії, як у вигляді зрізаних квітів на продаж, так і для парфумерної промисловості.

## Історія

### Застосування у ацтеків
У творі «Флорентійський кодекс» (1547—1577) Бернардіно де Саагун, спираючись на відомості ацтеків про властивості рослин, привів різні відомості про туберозу, в зокрема, про те, що:

«Є польові дуже запашні квіти, які називаються омішучитль. Їх два види: одні — білі, а інші — червоні.»

## Застосування
Екстракт туберози застосовується в парфумерній промисловості для виробництва парфумів, ароматичних олій, курильних паличок тощо. Запах туберози можна описати як складний, екзотичний, солодкий, квітковий. Видобувають екстракт шляхом гексанової екстракції, при цьому для видобутку одного літра олії туберози необхідно використовувати приблизно одну тонну квітів. Це робить олію туберози однією з найдорожчих парфумерних олій.